# Edgard Varèse
Edgard Victor Achille Charles Varèse, akinek nevét Edgar Varèse, Edgard Varese változatban is használták (1883. december 22. – 1965. november 6.) franciaországi születésű olasz származású zeneszerző, aki 1915-ben az Egyesült Államokba költözött és 1926-ban amerikai állampolgárságot kapott.

## Életpályája
Párizsban született 1883. december 22-én. Először matematikát és természettudományokat tanult. 1904-ben beiratkozott a párizsi Schola Cantorum zeneiskolába, ahol Roussel és d’Indy tanítványaként zeneszerzést tanult. 1906-ban a párizsi Conservatoire mesterosztályába járt, ahol Widor tanítványa volt. 1907-ben Berlinben Busonival is megismerkedett.
1919-ben New Yorkban szimfonikus zenekart alapított New Symphony Orchestra néven. 1921-ben az első amerikai egyesületet (International Composers’ Guild) alapította meg azon zeneszerzők számára, akik a kortárs zene támogatását célozták. Legfontosabb műveit New Yorkban írta, ezeken keresztül ismerte meg a világ és ismerte fel, hogy a zenei hangzás területén forradalmian újat alkotott. 1913-tól elektronikus hangszerekkel kísérletezett. Nagy hatással voltak rá Paul Valéry elméleti írásai, melyek a tudomány és technika fejlődésének a modern művészetekre gyakorolt hatására irányították a figyelmet. Varèse-t műszaki és zenei tehetsége együttesen segítette abban, hogy ezeket a gondolatokat a gyakorlatban is megvalósítsa. Kísérletei a zenei hangzás kiterjesztésére irányultak: olyan hangforrásokat, melyek korábban a zenén kívül álltak, bevont kompozícióiba: egyenjogúsította a zajokat, zörejeket. Ezeket az új elemeket szigorú szerkesztési elvek szerint építette alkotásaiba.

## Művei
Korai műveit, melyekkel nem volt megelégedve, a szerző saját maga semmisítette meg 1962-ben.
- Un grand sommeil noir, dal Paul Verlaine költeményére énekhangra és zongorára (1906)
- Amériques nagy zenekarra (1918–1921; átdolgozva 1927)
- Offrandes szoprán hangra és kamarazenekarra (Vicente Huidobro és José Juan Tablada szövegére)(1921)
- Hyperprism 9 fúvós és ütőhangszerre, valamint szirénára (1922–1923)
- Octandre fuvola, klarinét, oboa, fagott, kürt, trombita, harsona, és nagybőgőre (1923)
- Intégrales fúvós és ütőhangszerekre (1924–1925)
- Arcana zenekarra (1925–1927)
- Ionisation 13 ütőhangszerre (1929–1931)
- Ecuatorial szóló basszus énekhangra (vagy uniszono férfikórusra), rézfúvósokra, orgonára, ütőhangszerekre és ondes-martenotra (Francisco Ximénez szövegére) (1932–1934)
- Density 21.5 szóló fuvolára (1936)
- Tuning Up zenekarra (vázlatai 1946; Chou Wen-Chung fejezte be 1998-ban)
- Étude pour espace szoprán énekhangra, kórusra, 2 zongorára és ütőhangszerekre (1947);
- Dance for Burgess kamaraegyüttesre (1949)
- Déserts for wind, percussion and electronic tape (1950–1954)
- La procession de verges elektronikus zene (Thomas Bouchard Around and About Joan Mirò filmjéhez) (1955)
- Poème électronique elektronikus zene a brüsszeli világkiállítás Philips pavilonja részére (1957–1958)
- Nocturnal szoprán énekhangra, férfi kórusra és zenekarra (befejezetlen) (1961)